# Anette Trettebergstuen
Anette Trettebergstuen (født 25. maj 1981 i Hamar) er et norsk politiker fra  Arbeiderpartiet. Trettebergstuen har siden 2021 været minister for kultur og ligestilling i Jonas Gahr Støres regering siden 2021. Hun er blevet valgt til Stortinget fra Hedmark siden 2005, og blev valgt til partiets centrale eksekutivkomité på Arbeiderpartiet Stortinget i 2009. Ved Stortingsvalgets i 2017 var hun Arbeiderpartiets første kandidat i Hedmark.